# Сома (департман)
Сома (фр. Somme) департман је у северној Француској. Припада региону Пикардија, а главни град департмана (префектура) је Амјен. Департман Сома је означен редним бројем 80. Његова површина износи 6.170 км². По подацима из 2010. године у департману Сома је живело 570.741 становника, а густина насељености је износила 93 становника по км².
Овај департман је административно подељен на:
- 4 округа
- 46 кантона и
- 783 општина.

## Демографија
| 1999.   |
| ------- |
| 555.551 |